# Cerkev sv. Lenarta, Bodešče
Cerkev sv. Lenarta v zaselku Na Pečeh v Bodeščah je podružnična cerkev župnije Ribno.
Cerkev, zgrajena visoko nad Savo Bohinjko, tik pod severno steno vrha Gradišča, je pomemben srednjeveški spomenik. Zgrajena je bila v drugi četrtini 15. stoletja. Znamenita je po stenskih poslikavah v notranjosti in zunanjosti cerkve.

## Stavba in oprema
Gotska cerkvena stavba sestoji iz pravokotne ladje in tristrano sklenjenega, zvezdasto obokanega prezbiterija iz okrog leta 1440. Ladjo so obokali v 19. stoletju. Leta 1731 so ji na južni strani dozidali baročni zvonik. Pred vhodom ima renesančno lopo. Cerkev se je do danes ohranila v skoraj nespremenjeni obliki.
Cerkev je opremljena s trem oltarji.
- Pogled z (jugo)zahoda
- Cerkev ima tri oltarje
- Zlati oltar na levi
- Glavni oltar
- Zlati oltar na desni

## Stenske poslikave v notranjosti cerkve
Cerkev je poslikana s freskami, tako znotraj kot zunaj. Freske v prezbiteriju so iz 15. stoletja. V mandorli na temenu oboka je podoba Kristusa, v sosednjih poljih simboli evangelistov. Stranska polja so okrašena s podobami angelov s trakovi. Stranske stene prezbiterija so poslikane s podobami apostolov in svetnic.
Na slavoločni steni, ki ločuje prezbiterij od cerkvene ladje, je na vzhodni strani pod lokom podoba dvanajstletnega Jezusa, ki v templju predava pismoukom. Na nasprotni, ladijski strani slavoločne stene najdemo zgoraj levo in desno nad lokom podobi Abela in Kajna in motiv oznanjenja (angel in Marija). Freske niže na tej steni, na levi sv. Helena in sv. Konstantin' in na desni Marija na prestolu (prestol milosti), pa sedaj zakrivata stranska oltarja.
Na južni steni ladje je v dveh vrstah prikazan Jezusov križev pot od Judeževega poljuba do snemanja s križa. Na južni ladijski steni sta levo od vrat vidni še podobi Kristusovega vstajenja in Marijine smrti, ter delno motiv noli me tangere.
- Obok nad glavnim oltarjem krasijo angeli s trakovi in sklepnik s Kristusovo glavo
- Teme oboka s Kristusom v mandorli, ob straneh simboli evangelistov: orel, lev, angel in vol
- Na sev. steni prezbiterija zgoraj sv. Helena in Magdalena, spodaj apostoli Peter, Pavel, Jakob st. in Janez
- Dvanajstletni Jezus med pismouki na prezbiterijski strani slavoločne stene
- Abel in Kajn na ladijski strani slavoločne stene
- Na južni steni ladje zgoraj Judežev poljub, Jezus pred Kajfom, Jezus pred Pilatom, bičanje; spodaj: Jezus nosi križ,  Jezus pade pod križem, Kristus na križu (pod križem Marija in Janez), snemanje s križa
- Kronanje s trnjem in Ecce homo
- Jezusovo vstajenje in Marijina smrt na zahodni ladijski steni

## Stenske poslikave na zunanjih stenah cerkve
V celoti je poslikana fasada pod lopo. V trikotnem delu zgoraj sta freski sv. Florijana in sv. Jurija v boju z zmajem. Levo od vrat sta naslikana sv. Mihael in Marijino kronanje, nad vrati Kristus trpin in vzhodno od vrat sv. Lenart, Marija na prestolu in sv. Helena.
Na severni strani je poslikana tudi stena prezbiterija in sicer s sv. Krištofom, sv. Lenartom, ki rešuje na smrt obsojenega jetnika, in motivom svete Nedelje: Kristus-trpin, ogrnjen v rdeč plašč, kaže na svoje rane, za njim je križ, vse ozadje pa je pokrito z orodji vsakdanjih opravil, ki jih Cerkev ob nedeljah in praznikih prepoveduje. Na severni steni ladje sta slabo vidna prizora iz legende o sv. Jakobu starejšem: prizor z obešencem in prizor pri obedu.
Freske niso nastale vse hkrati ampak v treh časovnih obdobjih. Okrog leta 1440 je mojster bohinjskega prezbiterija naslikal  freski sv. Krištofa in sv. Lenarta na severni zunanjščini prezbiterija in freske na ladijski strani slavoloka. V 3. četrtletju 15. stoletja (1460–1465), je suško-prileški mojster naslikal vse freske v prezbiteriju in na zunanjih cerkvenih stenah freske sveta Nedelja, sv. Florijan, sv. Jurij; druge freske na fasadi so  delo suško prileške delavnice poljudnejše smeri. Freska z Jakobovo legendo je datirana z letnico 1524; iz istega časa so freske na notranji južni in zahodni ladijski steni.
- Od leve proti desni: sv. Mihael, Marijino kronanje, Kristus trpin (nad vrati), sv. Lenart, Marija na prestolu, sv. Helena
- Sv. Florijan, sv. Jurij v boju z zmajem
- Sv. Krištof, sv. Lenart reši na smrt obsojenega jetnika, sveta Nedelja na severni zunanji steni prezbiterija
- Sveta Nedelja
- Dva prizora iz legende o sv. Jakobu st.